# Robert Parsons
Robert Parsons   (Exeter, c. 1535 (Gregorià) - Newark-on-Trent, 25 de gener de 1572 (Gregorià)) va ser un compositor anglès de l'època Tudor que va estar actiu durant els regnats de Eduard VI, la reina María I i la Elisabet I. És conegut per les seves composicions de música eclesial.
Malgrat que es coneix poc vers la seva vida, és probable que en la seva joventut fos infant de cor, ja que fins al 1561 fou ajudant de Richard Bower, el qual era professor dels infants cantors de la Capella reial. I fou organista de l'Abadia de Westminster i durant el regnat d'Elizabet I o fou de la capella d'aquesta reina, en que fou nomenat gentleman l'any 1563.
Es dedicà especialment a la música religiosa, i tant per la seva excel·lent tècnica com pels efectes que aconseguia per mitjà de l'harmonia, fan de Parsons una figura important en la història de la música anglesa. De les composicions de Parsons que s'han de recordar hi ha la música per als drames Pandolpho i Abradab; 5 madrigals (1569); 13 motets en llatí; 1 Magnificat; 9 anthems; 4 services; 6 in nomine. etc.
Morí ofegat al riu Trent i donà ocasió de succeir-lo en el seu càrrec a William Byrd.
El seu fill John el 1616 era organista de Santa Margarida, a l'Abadia de Westminster. Va compondre alguna música per al servei eclesiàstic.